# 沢本楠弥
沢本 楠弥（さわもとくすや、正字体：澤本 楠彌、1856年1月22日（安政2年12月15日） - 1904年10月1日）は、高知県出身の日本の地方政治家、実業家。
高知県で自由民権運動や村政にかかわった後、北海道北見市の開拓に貢献した。土佐藩の沢本盛弥は同族。

## 生涯
土佐国長岡郡介良村良野（現・高知市）に生まれる。沢本家の祖は彦右衛門といい、大津城 (土佐国) 城主天竺孫四郎に仕えていたと伝わる。一族は長宗我部家が伸張するまで、介良の在地支配者であったとみられる。のち武士から農家に転じ、土地を持つ豪農となった。家系図が残る。楠弥は長男（姉2人あり）で、家族で唯一の男児だった。1歳年下の従姉妹と結婚して19歳（満年齢か数え年かは不明）のときに長男をもうけている。
その後介良村の用掛を皮切りに区会議員・村会議員（1889年の市町村制導入以前の「村」でのもの）といった役職に就き、地租改正御用掛・地主総代にも選ばれた。1881年に自由党が結成されると楠弥も入党した。1881年11月に府県会規則による高知県会議員に選出され、その後も2度選ばれた。県会においては、知事の田辺良顕が進めた四国新道開発案に、他の自由党議員とともに反対する論陣を張った。1887年10月の三大事件建白運動の際には長岡郡建白総代として武市安哉、関田可通らとともに上京。しかし12月25日突如として発布された保安条例により翌日京橋警察署に拘引され、東京からの退去命令を受けるが拒否し、保安条例違反として軽禁固2年6か月・監視2年の判決を受けて石川島監獄に入獄した。入獄中にキリスト教に入信する。1889年2月の大日本帝国憲法発布に伴う大赦で釈放された。入獄中に健康を害した楠弥は東京の駿河台山龍堂病院に入院し、そこで洗礼を受ける。治療後に帰郷すると長岡郡の人々により数百艘の船で浦戸港外に迎えられた。。
帰郷後の楠弥は再び（市町村制の村となった）介良村で村会議員、のちに名誉村長を務めたほか、各種の公職に就いた。1894年甫喜ヶ峰導水トンネル計画に際しては、長岡郡長の要請で水利組合の顧問、翌年委員長につき、事業推進に没頭した。
1896年（明治29年）に農村救済のため新天地を創設せんと片岡健吉、西原清東、坂本直寛、安芸喜代香らと北光社を組織し、北海道開拓事業を計画する。社長の坂本直寛のもとで副社長となり、募集した移民500人とともに翌1897年5月に北海道に移住した。同年、野付牛戸長役場が開設されると、村の総代となった。開拓事業の進展は、苛烈な環境や自然災害もあり、1903年までの間に入植した221戸のうち残ったのは62戸だけという厳しいものだった。後に坂本直寛の跡を継いで第2代社長となった。
業績としては池北線の創設、河川の改修、道路の整備があげられる。池北線の早期創設のため、1900年に北海道官設鉄道第二期幹線速成同盟会から請願委員総代の一人に指名され、東京で帝国議会や政府への陳情をおこなった。また、北海道庁の鉄道部長に会見して池北線の建設時期前倒しを依頼し、楠弥没後の1911年（明治44年）に敷設が実現した。
1900年9月には設立された野付牛農会の会長に就任する。だが、罹患していた結核が悪化したことから（そのほかに、北光社の開拓事業に対する出資を引き揚げる動きもあったとされる）帰郷した。
結核の進行により、1904年（明治37年）10月1日に死去。享年50（満48歳没）。

## 没後
死後、北見市における様々な活動を住民は感謝し、その功績のため、北見市北光の北光八幡神社境内に楠弥の記念碑が置かれた。作者は門田修充で、揮毫は高知県知事を務めた橋本大二郎による。
高知県高知市農人町6には北光社移民団出航の地の記念碑がある。
2022年2月13日放映のテレビ番組「ナニコレ珍百景」で、沢本家の家系図が、高知県高知市「武家じゃないのに360年間19代の家系図が残る家」として紹介された。